# Бадаєва Марія Василівна
Марі́я Васи́лівна Бада́єва (*21 січня 1921 — †18 грудня 1941, Суми) — бойовик комуністичного диверсійного загону, яку контролювали органи НКВС СРСР у тилу німецької армії. Входила до терористичної групи Івана Бердникова.
Була викрита, пізніше розстріляна в концтаборі (нині тут знаходиться загальноосвітня школа №8).
27 вересня 1979 школі №4 присвоїли ім'я М. Бадаєвої.

## Біографія
До початку війни Марія Бадаєва мешкала разом зі своєю родиною по вулиці Першотравневій, 10, у напівпідвалі. Дівчина закінчила школу № 4. Коли розпочалася міжсоюзницька війна їй вже виповнилося 19 років.
У другій половині вересня 1941 року Сумським міським комітетом КП(б)У нашвидкоруч було сформовано партизанський загін. Командиром загону призначили Івана Бердникова, організацією групи займався Хименко — перший секретар Міськпаркому. Загін мав налічувати 40 чоловік, але до лісу вирушили лише 30. З них до пункту призначення дісталися 28 чоловік. Все це стало відомо зі звіту колишнього комісара Сумського міського партизанського загону Д. О. Шабаля.
У цьому документі перелічуються імена 20 бійців новоствореної групи. Марія Бадаєва помилково згадується як Федорова Марія.

«До 17 жовтня 1941 загін займався відкриттям землянок. Направлена розвідувальна група в кількості 5 чол., в їх числі, Рахманова Марія, Гладков Михайло, Федорова Марія, і прізвище п'ятого не встановленае, в загін не повернулися …»

Єдине, що встиг зробити загін — розбити дві німецькі вантажівки; потім підпільники встановили міни по шляху Суми-Миропілля та здійснили розвідку дороги Суми-Харків, але до того часу, як це було виконано Марія Бадаєва та ще 5 членів загону не повернулися із завдання. Згодом члени групи Замятін та Писаненко взагалі перейшли на бік німців. Перший став начальником паспортного відділу, другий — міським слідчим.
Загін Бердникова фактично самоліквідувався після того, як німці у травні оточили місцевість, де він переховувався.
Багато місцевих жителів допомагали німцям. Вони викривали комуністів, підпільників. Одні через боягузтво та можливість утвердитися на новому політичному ґрунті; інші ж таким чином просто мстилися за свої скалічені більшовицьким режимом долі і дійсно вірили в те, що німці — визволителі. Як би там не було, Марія Бадаєва разом з іншими членами групи була схоплена окупантами завдячуючи доносу «своїх». У нацистів на той час не було навіть спеціальної розвідки на території захопленої Сумщини, всі операції з виявленням підпільників здійснювали місцеві жителі.
Ось що згадує про в'язницю (нині навпроти неї знаходиться заводоуправління СНВО ім. Фрунзе), куди посадили Марію Бадаєву разом з її товаришами, Володимир Бубнов у своїй книзі:
|  | … У штаті тюрми налічувалось при німцях 17 чоловік, майже всі — з довоєнних робітників заводу ім. Фрунзе: начальник тюрми Лучанінов М. Ф. — колишній вантажник, його заступник Брень В. Г. — колишній бухгалтер, наглядачі Бубенко П. — колишній токар, Погребний — колишній слюсар, Абрамцов Ф. і Єрьоменко — колишні чорнороби, Татаренко — колишній прораб та ін. Тюрма навіть узимку не опалювалася, їжа - один раз на день: у казан на 55 чоловік закладали 5 кг пшона, 8-10 кг буряка, 500 г. солі |

Свідки, які змогли пережити тюремні тортури, після війни згадували, що Марія Бадаєва та Валентина Степанова вели себе дуже мужньо. Найстрашнішим було те, що катували їх місцеві жителі, колишні радянські громадяни.
15 грудня 1941 року Марію Бадаєву, Валентину Степанову та Марію Рахманову вивели із в'язниці. У той же самий день така ж доля спіткала ще 5-х партизан.
|  | Марія Бадаєва йшла у спідниці та джемпері. В кінці вул. Горького дівчата заспівали, і розлючені конвоїри відвели їх у концтабір (тепер школа №8), де через три дні розстріляли. Бадаєвій 21.01.1942 р. виповнилося б тільки 20 років. |

Те, що підпільниць розстріляли саме 18 грудня, стало відомо завдяки тому, що німецькі солдати розповіли про це матері Рахманової, у якої квартирували.
Згодом радянські історики переписали історію підпільної боротьби на власний розсуд, забуваючи, що в ті буремні часи навіть найменший спротив окупантові був героїзмом. Так, за офіційною довідкою завідувачки партархіву Н. Ф. Сахарової згадується:

Сумський партизанський загін був створений у вересні 1941 року. Загін базувався в Нікольському лісі і налічував у своєму складі понад 30 партизан. Загоном проводилися диверсійні операції на території міста та приміських дорогах, в результаті яких знищено 2 легкові, 5 вантажних автомашин і одна машина з боєприпасами. Вбито 14 офіцерів і 27 солдатів німецької армії. Загін був розкритий і розгромлений карателями

Поряд із переконливими аргументами зміст цієї довідки, як приклад радянської фальсифікації, наводить у своїй книзі Володимир Бубнов. Загін ледве вивів з ладу 2 вантажівки, а в документі налічується аж 2 легкові, 5 вантажних машин і автомобіль із боєприпасами.
У 1979 році на честь Марії Бадаєвої загальноосвітній школі № 4, де колись навчалася підпільниця, було присвоєно її ім'я (на прохання колишніх випускників школи). Але всю жахливу правду про окупаційні часи в Сумах люди дізналися лише після 1991 року, коли з більшості архівних документів зняли гриф таємності.